# 진천화
진천화(陳天華: 1875년 3월 6일-1905년 12월 8일)는 청말의 혁명가다. 화흥회, 중국동맹회에 참여한 반청혁명파 인사다. 자는 성태(星台), 과정(過庭). 호는 사황(思黄).
어릴 때 가축치기 등을 하는 등 빈곤한 삶을 살았다. 1896년(광서 24년)경 부친을 따라 상인으로 일하다 이후 자강서원에서 공부한 뒤 신학을 제창한 신화구실학당에 진학했다.
1903년 학당의 추천을 받아 일본에 유학하고 홍문학원에서 공부했다. 동년 4월 러시아가 동삼성을 침공해오자 일본 유학생들과 함께 거아의용대를 조직했다. 진천화는 황흥과 함께 겨울 귀국하여 1904년(광서 30년) 4월 송교인, 유규일은 장사에서 화흥회를 결성, 반청무장봉기를 계획했다. 진천화는 강서성의 방영통령들과의 연락을 담당했다. 그러나 사전발각되어 진천화는 일본으로 도피하고, 호세이대학 법정속성과에 입학했다.
1905년 8월, 손일선 등에 의해 중국동맹회가 도쿄에서 발족하자 진천화도 그 발기인 중 하나로 일종의 회칙인 「혁명방략」기안에 참여했다. 기관지 『민보』가 창간되자 진천화는 찬술원으로 임명되었다.
그러나 1905년 11월 일본 문부성이 청나라의 요청에 따라 소위 「청한일본유학생단속규칙」을 발부하자 이에 비분강개한 진천화는 동년 12월 8일 오모리 해안에서 투신자살했다. 러시아 함대를 전멸시킨 일본에 비해 조국 중국은 이민족 왕조의 식민지 상태이고, 자신의 혁명운동도 좌절하고 있음을 평소 비관하던 차에 『아사히 신문』에서 “안전한 일본에서 술김에 호언장담이나 하는 중국인 유학생은 방종 비열”하다고 평했다는 것을 알게 된 것이 직접적인 자살 동기였다. 향년 31세. 유서에는 “살아서 구국을 공담하기보다 죽어서 방종 비열의 오명을 씻겠다”고 적혔다. 시신은 이듬해 호남성으로 돌아가 각계 인사들의 추모를 받고 안장되었다. 죽기 직전 손일선에게 보낸 「절명서」에는 “책임감을 가질” 것과 “외국에 의존 말” 것을 진언했다.
진천화 자살사건으로 많은 재일 중국혁명가들이 일본에 환멸해 귀국했다.

## 참고 자료
- 周天度「陳天華」中国社会科学院近代史研究所『民国人物伝 第1巻』中華書局、1978年。